# Lilla Kroktjärnen (Nås socken, Dalarna)
Lilla Kroktjärnen är en sjö i Vansbro kommun i Dalarna och ingår i Norrströms huvudavrinningsområde.